# All That Remains (Fozzy)
All That Remains è il terzo album in studio del gruppo musicale statunitense Fozzy, pubblicato nel 2005.

## Descrizione
A differenza dei primi due album, questo disco è composto esclusivamente da brani originali, a cui hanno collaborato diversi artisti.

## Tracce
1. Nameless Faceless (featuring Myles Kennedy) – 3:30
2. Enemy – 4:28
3. Wanderlust (featuring Zakk Wylde) – 4:16
4. All That Remains – 4:35
5. The Test – 3:08
6. It's a Lie (featuring Bone Crusher) – 4:28
7. Daze of the Weak – 4:20
8. The Way I Am (featuring Mark Tremonti) – 4:12
9. Lazarus – 4:03
10. Born of Anger (featuring Marty Friedman) – 4:42

## Formazione
- Chris Jericho – voce
- Rich Ward – chitarra, cori
- Mike Martin – chitarra
- Frank Fontsere – batteria
- Sean Delson – basso